# Jamides soemias
Jamides soemias är en fjärilsart som beskrevs av Druce 1891. Jamides soemias ingår i släktet Jamides och familjen juvelvingar. Inga underarter finns listade i Catalogue of Life.

## Bildgalleri

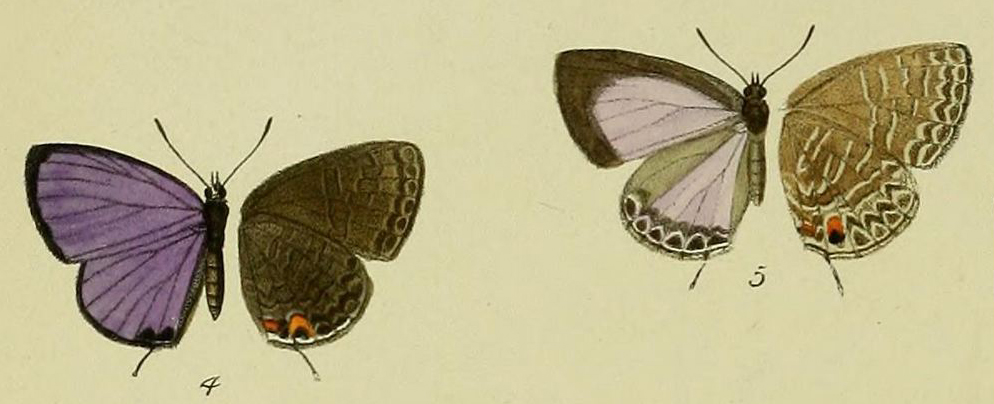